# David Miscavige
David Miscavige (30 de abril de 1960)  es el líder de la Iglesia de la Cienciología y, según la organización, el "capitán de la Organización del Mar". Su título oficial dentro de la organización es el de presidente de la junta directiva del Centro de Tecnología Religiosa (Religious Technology Center, RTC), una corporación que controla las marcas registradas y la propiedad intelectual de la Dianética y la Cienciología. Miscavige fue un encargado del fundador de la Cienciología, L. Ron Hubbard, cuando trabajaba como mensajero del comodoro cuando era un adolescente. Ascendió a una posición de liderazgo a principios de la década de 1980 y fue nombrado presidente de la junta directiva del RTC en 1987, un año después de la muerte de Hubbard. Las biografías oficiales de la Iglesia de la Cienciología describen a Miscavige como "el líder eclesiástico de la religión ciencióloga".
Se han hecho acusaciones contra él desde que ocupa su posición de liderazgo. Entre ellas están las de tráfico de personas, abuso infantil, esclavitud, separación forzada de personas de sus familias, prácticas coercitivas de recaudación de fondos, acoso de periodistas y de críticos con la Iglesia de la Cienciología y abusos emocionales y físicos de subordinados. Miscavige y portavoces de la organización niegan estas acusaciones, a menudo criticando la credibilidad de las personas que le acusan.
Miscavige ha sido investigado por el FBI debido a denuncias de actividades delictivas dentro de la Iglesia de la Cienciología. Ha sido el demandado en numerosos juicios relacionados con su papel en la organización. La demanda más reciente, presentada en abril de 2022, se refiere a repetidas agresiones sexuales de niños por parte de altos funcionarios de la Cienciología en la Organización del Mar durante el liderazgo de Miscavige. El caso también incluye trata de personas, trabajo forzado y otras formas de abuso infantil.

## Primeros años
David Miscavige nació en 1960 en el Municipio Bristol, Condado de Bucks, Pensilvania, de una familia católica de polacos e italianos. Sus padres fueron Ronald y Loretta Miscavige. Miscavige y su hermana melliza, Denise, se criaron principalmente en Willingboro Township, Nueva Jersey.
Cuando era niño, Miscavige jugaba al béisbol y al fútbol, pero sufrió de asma y alergias severas.
La familia se unió a la Cienciología in 1971 y finalmente se trasladó a la sede mundial de la organización en Saint Hill Manor, Inglaterra. Cuando tenía 12 años, Miscavige conducía sesiones de auditación de la Cienciología. Saint Hill sirvió como su propio campo de entrenamiento como auditor y es recordado por la organización como el "prodigio de 12 años" que se convirtió en el auditor profesional de la Cienciología más joven.  La familia regresó a Filadelfia unos años después.  Allí, Miscavige asistió al Instituto Marple Newtown.
En 1976, cuando cumplió 16 años, Miscavige dejó el instituto con el permiso de su padre para trasladarse a Clearwater, Florida, para unirse a la Organización del Mar, una organización establecida en 1968 por el fundador L. Ron Hubbard. Algunos de sus primeros trabajos en la Organización del Mar incluyeron la entrega de télex, mantenimiento de jardines, servicio de alimentos y toma de fotografías para folletos de la Cienciología. Miscavige luego se unió a un grupo de élite de jóvenes cienciólogos en la Organización del Mar llamada la Organización de Mensajeros del Comodoro (Commodore's Messenger Organization, CMO), que Hubbard había establecido para llevar a cabo sus mandados personales y para entregar directivas ejecutivas a la gerencia de la Cienciología, pero a medida que crecían en la adolescencia, su poder e influencia dentro de la Organización del Mar aumentaron. Los "mensajeros del comodoro" tenían la labor de combatir los pensamientos y las prácticas contrarias a la doctrina cienciológica entre los individuos y fomentar los valores de la organización.

## Primeros papeles en la Cienciología
En 1977 Miscavige vivía en La Quinta, California, y trabajaba directamente para Hubbard como camarógrafo para películas de entrenamiento de la Cienciología. Hubbard fijó a Miscavige en la CMO, responsable de hacer cumplir las políticas de Hubbard dentro de las organizaciones individuales de la Cienciología; Miscavige se convirtió en jefe de la CMO en 1979. En 1980, Hubbard dejó de aparecer en actos públicos relacionados con la Cienciología y, según algunos relatos, Miscavige tomó el control efectivo de la organización en ese momento. En 1981, Miscavige fue puesto a cargo del Comité del Perro Guardián (Watchdog Committee) y de la All Clear Unit, con la tera de manejar varios asuntos legales que había contra Hubbard. Él también pasó a estar a cargo de Author Services, Inc., una entidad para manejar asuntos literarios y financieros de Hubbard, que fue establecida ese mismo año.

### Sucesión en la Organización del Mar
A los 19, Miscavige encabezaba la CMO, responsable de enviar equipos para investigar áreas problemáticas dentro de la Cienciología. En 1987, un año después de la muerte de Hubbard, se convirtió en capitán de la Organización del Mar, lo que le dio autoridad absoluta sobre esta organización.

### Operación Blancanieves
Después de los cargos criminales hacia la Oficina del Guardián (Guardian Office, GO) por la Operación Blancanieves, Miscavige persuadió a Mary Sue Hubbard a renunciar de su cargo en la GO y purgó a varios oficiales de la GO por procedimientos de ética. El periódico St. Petersburg Times, en un artículo de 1998 titulado "El hombre detrás de la Cienciología", dijo: "Durante dos encuentros acalorados, Miscavige persuadió a Mary Sue Hubbard para que renunciara. Juntos escribieron una carta a los cienciólogos confirmando su decisión, todo sin hablar nunca con L. Ronald Hubbard." Ella posteriormente cambió de opinión y pensó que había sido engañada. A pesar de esto, Miscavige afirma que él y Mary Sue Hubbard continuaron siendo amigos posteriormente.

### Reestructuración corporativa
En 1982, Miscavige estableció una nueva estructura organizacional para liberar a Hubbard de responsabilidad personal y manejar la riqueza personal del fundador de la Cienciología a través de una entidad corporativa fuera de la organización ciencióloga. Estableció el Centro de Tecnología Religiosa (Religious Technology Center, RTC), para que estuviera a cargo de la propiedad intelectual de la Cienciología, y Author Services Inc. para manegar los procedimientos. Miscavige ha ocupado el título de presidente de la junta directiva de la RTC desde la fundación de la organización. La Iglesia de la Tecnología Espiritual (Church of Spiritual Technology CST) fue creada la misma vez para readquirir todos los derechos de propiedad intelectual de la RTC. En 1982 en un caso sobre la legalidad del testamento de Hubbard, Ronald DeWolf, hijo apartado de Hubbard, acusó a Miscavige de malversación y de manipular a su padre. Hubbard negó esto en una declaración escrita, diciendo que sus asuntos de negocios habían estado bien manejados por la corporación Author Services Inc., de la cual Miscavige era también jefe de la junta directiva. En el mismo documento, Hubbard llamaba a Miscavige "socio de confianza" y "buen amigo" y decía que había mantenido sus asuntos en buen orden. Un juez dictaminó que la declaración era auténtica. El caso fue desestimado el 27 de junio de 1983.
En octubre de 1982, Miscavige requirió a las Misiones de la Cienciología a introducir nuevos contratos para la marca registrada que establecían políticas más estrictas en el uso de los materiales de la Cienciología. Durante los dos años posteriores a la formación del RTC, Miscavige y su equipo reemplazaron a la mayoría de los mandos medios y altos de la Cienciología. Varios de los expulsados intentaron establecer organizaciones disidentes, como el Advanced Ability Center dirigido por David Mayo, un exmiembro de la junta directiva del RTC que también había sido auditor personal de Hubbard. El Advanced Ability Center cerró en 1984, dos años después de su apertura.

## Liderazgo de la Cienciología
Cuando Hubbard murió en 1986, Miscavige anunció el hecho a los cienciólogos en el teatro Hollywood Palladium. Poco antes de la muerte de Hubbard, circuló una aparente orden de él en la Organización del Mar que promovía al cienciólogo Pat Broeker y a su mujer al nuevo rango de "oficial leal", convirtiéndolos en los miembros de mayor rango; Miscavige afirmó que esta orden era una falsificación. Después de la muerte de Hubbard, Miscavige asumió la posición de cabeza de la Iglesia de la Cienciología y, según la organización, de "líder eclesiástico de la religión ciencióloga". Dentro de la organización ciencióloga a Miscavige se la ha dado el título de "capitán de la Organización del Mar", que es el mayor rango.
Desde que Miscavige asumió su papel de liderazgo, ha habido numerosos relatos de prácticas ilegales y poco éticas por parte de la Iglesia de la Cienciología y del mismo Miscavige. Un reportage de la revista Time de 1991 titulado "El próspero culto de la codicia y el poder" describió a Miscavige como el "cabecilla" de un "racket enormemente rentable que sobrevive intimidando a miembros y críticos con unas maneras mafiosas".  Miscavige declaró en una entrevista en 1992 en Nightline (su única entrevista televisada en directo hasta la fecha) que la publicación del artículo fue resultado de una solicitud de la empresa Eli Lilly por "el daño que le habíamos causado a su fármaco asesino Prozac". La organización la Cienciología presentó una demanda contra Lilly, J. Walter Thompson, Hill & Knowlton y el WPP Group. El caso fue resuelto con un acuerdo legal por una cantidad no revelada. La organización de la Cienciología también presentó una demanda por difamación contra el editor de Time Warner y contra el autor Richard Behar por daños estimados en 416 millones de dólares. Todos los cargos de la demanda fueron desestimados por el tribunal y la desestimación se confirmó cuando la organización de la Cienciología apeló. Demandas similares en Suiza, Francia, Italia, los Países Bajos y Alemania fueron desestimadas por infundadas.
En 1987, el programa Panorama de la BBC Cienciología: ¿El camino hacia la libertad total? presentó una entrevista con el exmiembro Don Larson, quien describió violencia física de Miscavige hacia un miembro del personal. En una entrevista de 1995 para la cadena ITV, Stacy Young, antigua secretaria de Miscavige  y exmujer del antiguo portavoz de Hubbard, Robert Vaughn Young, afirmó que Miscavige atormentaba emocionalmente a los miembros del personal con regularidad. "Su maldad y su crueldad con el personal no se parecían a nada que hubiera experimentado en mi vida", dijo. "Le encantaba degradar al personal".
Aunque Miscavige y la Cienciología han sido objeto de mucha atención de la prensa, rara vez ha hablado directamente con la prensa. Las excepciones incluyen la entrevista de 1992 en Nightline, una entrevista en 1998 en el periódico St. Petersburg Times, y una aparición en el programa Investigative Reports: Inside Scientology de la cadena A&E.

### Relación con el Servicio de Impuestos Internos
En 1991, Miscavige, junto con Marty Rathbun, visitó la sede central del Servicio de Impuestos Internos (Internal Revenue Service, IRS) en Washington D. C. para concertar una reunión con el comisionado Fred T. Goldberg, Jr.. Durante más de dos décadas, el IRS había rehusado reconocer a la Cienciología como una organización caritativa sin ánimo de lucro. Antes de este encuentro, la Cienciología había emprendido más de cincuenta demandas contra el IRS y, según el periódico The New York Times:

Los abogados de la Cienciología contrataron a investigadores privados para indagar en la vida privada de los funcionarios del IRS y para llevar a cabo operaciones de vigilancia para descubrir potenciales vulnerabilidades [...] [y] tomaron documentos de una conferencia del IRS y los enviaron a oficiales de la Iglesia y crearon una oficina de noticias falsas en Washington para reunir información sobre los críticos de la Iglesia. La Iglesia también financió a una organización de alertadores del IRS que atacaba públicamente a la agencia.

En la reunión con el comisionado Goldberg, Miscavige ofreció cesar las demandas de la Cienciología contra el IRS a cambio de una exención de impuestos. Esto llevó a un proceso de negociación de dos años, en el cual se ordenó a analistas de impuestos del IRS ignorar asuntos sustantivos porque los asuntos habían sido resueltos antes de la revisión. En 1992 a la Cienciología se le otorgó el reconocimiento de organización sin ánimo de lucro en los Estados Unidos de América, lo que produjo exenciones de impuestos para la Iglesia de la Cienciología Internacional y sus organizaciones subsidiarias y deducciones de impuestos para aquellos que contribuían a sus programas. Altos cargos de la Cienciología y del IRS emitieron más tarde una declaración que decía que la decisión estaba basada en una investigación de dos años y en documentos voluminosos que, dijeron, mostraban que la organización estaba cualificada para las exenciones.
Para anunciar el acuerdo con el IRS, Miscavige reunió a unos 10.000 miembros de la Cienciología en el recinto Los Angeles Memorial Sports Arena, donde pronunció un discurso de dos horas y media y proclamó: "¡La guerra ha terminado!". La multitud le dio a Miscavige una ovación que duró más de diez minutos.

### Iniciativas dentro de la Iglesia de la Cienciología
Según la organización de la Cienciología, Miscavige inició un proyecto a largo plazo para lanzar ediciones inéditas y corregidas de libros de Hubbard y de restauración de conferencias de L. Ron Hubbard, incluyendo la traducción de muchas obras en otros idiomas. Otra iniciativa de Miscavige, lanzada en 2003, es remodelar sedes o construir nuevas, llamadas "Ideal Orgs", en cada una de las principales ciudades del mundo. Desde entonces, se han realizado unas setenta actuaciones, entre remodelaciones y nuevas sedes, incluyendo instalaciones en Washington D. C., Madrid, la ciudad de Nueva York, Londres, Berlín, Ciudad de México, Roma, Tel Aviv, Atlanta, Miami, y San Diego.
Como director de la junta directiva del RTC, Miscavige trabaja sobre todo desde la sede la Cienciología en Gold Base, cerca de Hemet, California. Los cienciólogos a menudo se refieren a él por sus iniciales, DM, o por las siglas COB (de chairman of the board, presidente de la junta).  W. W. Zellner y Richard T. Schaefer, en su libro de 2007 titulado Extraordinary Groups: An Examination of Unconventional Lifestyles se dice que "David Miscavige ha sido la fuerza impulsora detrás de la Iglesia de Scientology durante las últimas dos décadas" y que "la biografía y los discursos de Miscavige son los segundos después de los de Hubbard en dominar el sitio web oficial de la Cienciología".
Miscavige es retratado dentro de Cienciología como "un siervo del mensaje de Hubbard, no un agente de derecho propio". Los sitios web oficiales de la Cienciología le describen como un "amigo de confianza" de Hubbard. Miscavige utiliza publicaciones de la Iglesia, así como videos de eventos de gala producidos profesionalmente, en los que actúa como maestro de ceremonias, para comunicarse con los cienciólogos de todo el mundo. Según la organización, como presidente de la junta directiva del RTC su tarea principal es "preservar, mantener y proteger" la organización ciencióloga.
En 2012, Miscavige abrió la "Oficina de Asuntos Nacionales" de la Cienciología en Washington D. C., que declaró ser "una oficina diseñada para devolverle al gobierno de los Estados Unidos, que garantizó firmemente nuestros derechos religiosos, la misma libertad que nos permite hacer lo que estamos haciendo hoy". La Cienciología dice que la Oficina de Asuntos Nacionales se creó "para supervisar programas en todo el país y el mundo que se ocupan de los derechos humanos, la adicción a las drogas, la alfabetización y la respuesta a desastres".

### Edificio Bandera
Uno de los mayores proyectos de la carrera de Miscavige es el Edificio Bandera (Flag Building), llamado originalmente el Edificio Súper Poder (Super Power Building), que es descrito como la sede espiritual de la organización de la Cienciología. Es la propiedad de la Cienciología más grande que tienen en Clearwater, Florida. Se ha informado que esta estructura, de 35.024 metros cuadrados, está equipada con equipamiento hecho a medida diseñado para administrar una supuesta mejora de la percepción llamada "Descarga de Súper Poder" (Super Power Rundown) a cienciólogos de alto nivel. El edificio estaba programado para completarse en 2003, pero estuvos sometido a diez años de retrasos y rediseños mientras la Cienciología completaba otros dos importantes proyectos de construcción y restauración en la misma área, el Hotel Fort Harrison y el Hotel Oak Cove. Miscavige inauguró el Edificio Bandera el 17 de noviembre de 2013.

### Acusaciones contra Miscavige por el periódicoSt. Petersburg Times
En 2009, el periódico St. Petersburg Times publicó una serie titulada La verdadera descarga (The Truth Rundown), que presentaba acusaciones de exejecutivos de alto rango de la Cienciología de que Miscavige había humillado y golpeado físicamente repetidamente a su personal, y había confinado a los miembros del personal de la Iglesia de la Cienciología con tratos degradantes en una propiedad propiedad de la organización conocida como "El Agujero". La serie incluía entrevistas con Mike Rinder, antiguo portavoz de la Iglesia de la Cienciología y director de la Oficina de Asuntos Especiales, y Mark Rathbun, el antiguo inspector general del RTC. Rinder dijo que él fue asaltado físicamente por Miscavige en unas cincuenta ocasiones. Estas acusaciones han sido apoyadas por otros antiguos cienciólogos: Lawrence Wright, autor del libro Volviéndose clear (Going Clear), entrevistó a doce individuos que informaron haber sido atacados personalmente por Miscavige y a veintiún personas que decían que habían sido testigos de esos ataques. La Cienciología niega todas estas acusaciones.
La serie La verdadera descarga fue reconocida con honores periodísticos, incluyendo la Medalla de Oro de 2010 al Servicio Público de la Sociedad de Nuevos Editores de Florida. La serie fue citada como base para posteriores investigaciones periodísticas, incluyendo una serie de una semana de la CNN realizada por Anderson Cooper. En un incidente del que fue testigo Amy Scobee, Jeff Hawkins, un antiguo gurú de mercadotecnia de la Cienciología, dijo que él había asistido a una reunión en la cual Miscavige "saltó sobre la mesa de la sala de conferencias, como con los pies sobre la mesa de conferencias, se lanzó a sí mismo a través de la mesa hacia mí-yo estaba de pie-me golpeó la cara y luego me tiró al suelo".
Los representantes de la Cienciología han negado sistemáticamente los abusos de Miscavige, insistiendo en que las acusaciones provienen de apóstatas motivados por la amargura o que intentan obtener dinero de la organización. La Cienciología respondió a las afirmaciones de Hawkins cuando las reiteró en un documental, diciendo que fueron "fabricadas" y refiriéndose a él como "una fuente mediática anti-Cienciología desacreditada". El ejecutivo de la Cienciología David Bloomberg dijo que había sido Hawkins el que atacó a Miscavige. Miscavige envió una carta abierta al periódico cuestionando la integridad de los reporteros y etiquetando a sus fuentes como "mentirosas", luego de que las personas en cuestión hubieran sido removidas de la organización de la Cienciología por lo que Miscavige describió como "crímenes fundamentales contra la religión ciencióloga". La Cienciología también encargó una revisión independiente de la información del St. Petersburg Times pero hasta la fecha no ha publicado sus hallazgos.

### Investigación del FBI
En su papel como líder de la Cienciología, Miscavige ha sido objeto de investigaciones policiales, incluso por parte del FBI, por sospechas de trata de personas y esclavitud. También es objeto de juicios en curso relacionados con abuso infantil, trata de personas y trabajos forzados. Fue investigado como parte de una amplia investigación sobre la Cienciología por parte del FBI entre 2009 y 2010. La investigación se centró sobre todo en actividades delictivas en la sede de facto de la organización, Gold Base, cerca de San Jacinto, California, contra la cual el FBI había planeado una redada antes de que se suspendiera la investigación.

### Demandas por abuso
Un individuo que se crio como cienciólogo y se unió a la Organización del Mar fue asignado como mayordomo personal de Miscavige a la edad de quince años. Presentó una demanda contra la organización de la Cienciología y contra Miscavige en 2019. La demanda incluía secuestro, hostigamiento, difamación, calumnia, invasión de la privacidad e imposición intencional de angustia emocional. Los abogados de la organización de la Cienciología convencieron a un juez de que trasladase el caso a un arbitraje interno de la Cienciología en enero de 2020.
Miscavige es nombrado en una demanda sobre una serie de presuntas violaciones por parte del actor cienciólogo Danny Masterson y sobre los esfuerzos posteriores de la organización de la Cienciología para acosar a las tres mujeres que acusaron a Masterson. Los abogados de la organización habían tratado de forzar que se llevase el caso a un arbitraje de la propia organización, como en el caso de 2020, pero esto fracasó tras una decisión de tres jueces en enero de 2022.
Tres extrabajadores de la Cienciología presentaron una demanda por trata de personas y peonaje de niños de tan solo seis años contra Miscavige y la organización en abril de 2022. La demanda también alega repetidas agresiones sexuales a niños por parte de miembros de alto rango de la Organización del Mar, de la cual Miscavige era y sigue siendo líder.

## Vida personal

### Matrimonio
Miscavige está casado con la miembro de la Organización del Mar Michele Diane "Shelly" Miscavige, que no ha sido vista en público desde 2007. Múltiples fuentes han alegado que desapareció de Gold Base poco después de "llenar varias vacantes de trabajo sin el permiso de su esposo". En julio de 2012, respondiendo a informes de prensa sobre especulaciones sobre el paradero de Shelly, unos abogados que dijeron que la representaban informaron a dos periódicos del Reino Unido que "ella no está desaparecida y dedica su tiempo al trabajo en la Iglesia de la Cienciología". En 2013, en Los Ángeles Times, Andrew Blankstein informó, basándose en fuentes anónimas del Departamento de Policía de Los Ángeles, que el departamento había cerrado su investigación luego de un informe de personas desaparecidas presentado por la ex ciencióloga y actriz Leah Remini, después de haber "ubicado y hablado" con Shelly Miscavige. El departamento se negó a responder a preguntas sobre detalles del informe. Lawrence Wright informó que "antiguos miembros de la Organización del Mar" dijeron que Shelly está mantenida bajo vigilancia en Gold Base. Otras fuentes han dicho que Shelly podría estar en un complejo de la Iglesia de la Tecnología Espiritual en Twin Peaks, California.

### Parientes
El hermano mayor de David Miscavige, Ronald Miscavige Jr., fue ejecutivo en la Organización del Mar durante un tiempo pero dejó la Cienciología en el año 2000. La hermana melliza de David Miscavige, Denise Licciardi, fue contratada por un importante donante de la Cienciología, Bryan Zwan, como alta ejecutiva de la empresa Digital Lightwave, con sede en Clearwater, Florida, donde estuvo vinculada a un escándalo contable. La hija de Ronald Jr. Jenna Miscavige Hill, sobrina de David Miscavige, estuvo en la Organización del Mar hasta 2005. Desde entonces, se ha convertido en una abierta crítica de la Cienciología y publicó un libro sobre sus experiencias en 2013. En el libro, titulado  Más allá de la creencia: mi vida secreta dentro de la Cienciología y mi escape desgarrador , afirmó que su abuelo Ronald Miscavige Sr. dejó la Iglesia de la Cienciología en 2012 y vive con su padre en Virginia.
En julio de 2013, la policía de Wisconsin confrontó a Dwayne S. Powell tras un informe de persona sospechosa. Powell dijo que había sido contratado por 10.000 dólares a la semana para llevar a cabo una vigilancia a tiempo completo del padre de David Miscavige para la Cienciología, lo que dijo que llevaba haciendo desde hace un año. El reportero de Los Ángeles Times Kim Christensen informó que David Miscavige y la Cienciología negaban cualquier conexión con Powell. Gary Soter, un abogado de la Iglesia, afirmó que las acusaciones eran "descaradamente falsas". Powell le dijo a la policía que, en una ocasión, fue testigo de lo que él creía que era Ronald Sr. sometido a un paro cardíaco. Según Powell, después de informar inmediatamente a sus superiores sobre la emergencia percibida, recibió una llamada para recibir más instrucciones de un hombre que se identificó como David Miscavige. Según el informe policial, Powell recibió instrucciones de no intervenir de ninguna manera. La portavoz de la Iglesia de la Cienciología, Karin Pouw, afirmó en un correo electrónico que "nunca hubo tal conversación con el Sr. Miscavige". Ron Miscavige y Dan Koon escribieron el libro Despiadado: la Cienciología, mi hijo David Miscavige y yo, que se publicó en mayo de 2016.

### Amistad con Tom Cruise
Miscavige es un amigo cercano del actor y cienciólogo Tom Cruise y fue padrino de boda en el enlace entre Cruise y Katie Holmes.